# Roger Heman Jr.
Roger Hubert Heman Jr. (* 28. März 1932 in Los Angeles, Kalifornien; † 13. November 1989 auf Sanibel Island, Florida) war ein US-amerikanischer Tontechniker.

## Leben
Heman war der Sohn von Roger Heman senior, einem oscarprämierten Film- und Tontechniker. Er begann seine Karriere 1968 zunächst beim Fernsehen. Dort arbeitete er unter anderem an der Fernsehserie Die Leute von der Shiloh Ranch und erhielt 1970 eine Primetime-Emmy-Nominierung für seine Mitarbeit am Fernsehfilm My Sweet Charlie mit Patty Duke in der Hauptrolle. Sein erster Spielfilm war der Western Eine Frau für Charley mit Dan Blocker in der Hauptrolle. In den 1970er Jahren war er an zahlreichen Hollywood-Blockbustern beteiligt, darunter Giganten am Himmel, Im Auftrag des Drachen und Schlacht um Midway. Für Steven Spielbergs Horrorfilm Der weiße Hai erhielt er 1976 gemeinsam mit Robert L. Hoyt, John R. Carter und Earl Madery den Oscar in der Kategorie Bester Ton. 1981 war er für Nashville Lady erneut für den Oscar nominiert. Die Auszeichnung konnte er dieses Mal jedoch nicht entgegennehmen, ebenso wie den BAFTA Film Award, für den es in der Kategorie Bester Ton ebenfalls bei der Nominierung blieb.
Heman starb 1989 im Alter von 57 Jahren an den Folgen einer Lungenkrebserkrankung. Er hinterließ seine Frau und sieben Kinder.

## Filmografie (Auswahl)
- 1974: Giganten am Himmel (Airport 1975)
- 1975: Der weiße Hai (Jaws)
- 1975: Im Auftrag des Drachen (The Eiger Sanction)
- 1976: Car Wash – Der ausgeflippte Waschsalon (Car Wash)
- 1976: Familiengrab (Family Plot)
- 1976: Schlacht um Midway (Midway)
- 1977: Schlappschuss (Slap Shot)
- 1978: Hausbesuche (House Calls)
- 1979: Airport ’80 – Die Concorde (Airport ’80 – The Concorde)
- 1980: Ein tödlicher Traum (Somewhere in Time)
- 1980: Nashville Lady (Coal Miner’s Daughter)
- 1981: Herzquietschen (Heartbeeps)
- 1982: Ich glaub’, ich steh’ im Wald (Fast Times at Ridgemont High)
- 1985: L.I.S.A. – Der helle Wahnsinn (Weird Science)
- 1986: Psycho III

## Auszeichnungen
- 1970: Emmy-Nominierung in der Kategorie Outstanding Achievement in Film Sound Mixing für My Sweet Charlie
- 1976: Oscar in der Kategorie Bester Ton für Der weiße Hai
- 1981: Oscar-Nominierung in der Kategorie Bester Ton für Nashville Lady
- 1982: BAFTA-Film-Award-Nominierung in der Kategorie Bester Ton für Nashville Lady